# Inspector Aurelio Zen
Inspector Aurelio Zen is een Britse televisieserie naar de gelijknamige reeks boeken van Michael Dibdin. De serie speelt in Rome en is daar ook opgenomen. De dialogen zijn echter geheel in het Engels. Na de eerste drie afleveringen, gebaseerd op de boeken Vendetta, Cabal en Ratking, werd besloten de serie af te breken. De producent van de serie probeert een eventueel vervolg (er zijn nog acht andere boeken over Aurelio Zen geschreven) bij een andere zender onder te brengen. De serie werd in juli 2011 in Nederland door de KRO uitgezonden en wordt vrijwel iedere zomer herhaald. In België was ze op Canvas te zien en herhaald in april 2013.

## Verhaallijn
De serie gaat over de belevenissen van Aurelio Zen, die als inspecteur bij de politie probeert corrupte politici, foute politiemensen en met de maffia verbonden zakenlieden achter de tralies te brengen. Aurelio is afkomstig uit Venetië en daarom bij de politie in Rome een beetje een buitenbeentje. Hij woont nog bij zijn moeder, maar heeft ook een relatie met de secretaresse van zijn baas.
Aflevering 1 VendettaEen man die was veroordeeld voor moord wordt vrijgelaten uit de gevangenis met nog slechts twee maanden te leven; hij is uit op wraak op degenen die bijdroegen aan zijn veroordeling, waaronder Aurelio Zen.
Aflevering 2 De CabalPlayboy Umberto Ruspanti valt van een brug en Zen wordt onder druk gezet snel tot de conclusie zelfmoord te komen. Op de begrafenis van Ruspanti ontmoet Zen de callgirl Arianna die hem vertelt dat Ruspanti betrokken was bij criminele activiteiten. Om zichzelf vrij te pleiten maakte Umberto Ruspanti een zekere De Cabal verdacht.
Aflevering 3 RatkingDe Italiaanse grootindustrieel Miletti wordt ontvoerd en Aurelio Zen wordt belast met de leiding over het onderzoek, daarbij raakt hij verstrikt in een web van corruptie, misdaad en geweld en lijkt hij niemand meer te kunnen vertrouwen.

## Rolbezetting
Voor de hoofdrollen zijn internationale acteurs aangetrokken waaronder Caterina Murino (bekend uit Casino Royale), zij speelt Tania, Stanley Townsend, Ben Miles en Francesco Quinn. De Britse acteur Rufus Sewell (bekend van The Pillars of the Earth en Eleventh Hour) speelt de hoofdrol.